# La Ligue des gentlemen extraordinaires : Volume 2
La Ligue des gentlemen extraordinaires : Volume 2 est un album de bande dessinée écrit par Alan Moore et illustré par Kevin O'Neill. Il s'agit du second épisode de la série britannique La Ligue des gentlemen extraordinaires. En annexe, il comprend L'Almanach du Globe-Trotteur, compilation de notes de voyages fictives réalisées par Alan Moore,.

## Publication
La bande dessinée fut publiée séparément en six épisodes. Chacun d'eux comportait en annexe un des six chapitres de L'Almanach. Puis, le tout fut rassemblés en un seul album, publié actuellement sous ce format,.
Le titres des chapitres  :
- Phases of Deimos ;
- People of Other Lands ;
- And the Dawn Comes Up Like Thunder ;
- All Creatures Great and Small ;
- Red in Tooth and Claw ;
- “You Should See Me Dance the Polka…”.

## Synopsis
Sur Mars, Gullivar Jones vole à bord de son tapis volant pour rejoindre John Carter. Avec leurs alliés terriens et extraterrestres (dont les Sorns), ils partent en guerre contre des créatures martiennes, les Molluscs. Mais ceux-ci partent en vaisseau spatial et se préparent à l'invasion de la Terre. Sur cette planète, en 1898, les cinq membres de la Ligue sont appelés cette fois pour enquêter sur eux, alors qu'ils ont atterri en Grande-Bretagne. Mais une fois sortis de leurs vaisseaux, les monstres sèment la mort autour d'eux et la Ligue est obligée de se réfugier dans l'auberge Bleak House, avant de repartir pour Londres. Réunis dans les sous-sol du British Museum, les membres discutent du plan d'attaque avec Campion Bond, alors que la situation pour l'humanité semble désespérée. Cela pousse Hawley Griffin à trahir son groupe et à pactiser avec les envahisseurs, non sans avoir agressé sauvagement Mina Murray.
Le docteur Jekyll, transformé en mister Hyde dès le début de l'invasion, s'allie avec le capitaine Nemo afin de ralentir l'invasion et sauver les innocents dans la capitale anglaise. Les aliens se servent notamment de les robots tripodes géants et de rayons thermiques pour brûler la population, tandis que la Tamise est envahie par des « herbes rouges ». Pendant ce temps, Mina Murray et Allan Quatermain partent rencontrer le Docteur Moreau, qui semble le seul à détenir la solution. Ce savant se livre à des expérimentations sur les animaux afin de les rendre anthropomorphes. Il a ainsi créé : un ours géant, un chat botté, une mère l’Oye, un lapin portant une veste, ainsi qu'une taupe, un rat, un blaireau et un crapaud. Le scientifique livre aux deux héros une caisse contenant son arme secrète qu'ils doivent acheminer jusqu'à Londres : le H-142. Pendant ce temps, Hyde retourne au British Museum et y repère Griffin grâce à sa vision infrarouge ; pour venger Murray, il le viole avant de le tuer. Puis, il décide de se sacrifier en repoussant les robots des envahisseurs, tandis que le H-142 est lâché sur les extraterrestres. Il s'agit d'hybrides d'anthrax et de streptocoque, envoyés par des obus, qui viennent à bout des monstres.
En dépit de la victoire des Terriens sur les extraterrestres, Nemo est choqué que l'Angleterre utilise des armes microbiennes et se décide alors à quitter la Ligue et retourner sur son île Lincoln. Hyde étant mort carbonisé par les robots, son nom est donné à un parc londonien pour saluer son geste héroïque. Murray et Quatermain, seuls membres restant de la Ligue, constatent la reconstruction de Londres et évoquent les sentiments qu'ils éprouvent l'un pour l'autre. Mais celle-ci est déconcertée par la situation et préfère s'isoler pour y réfléchir, partant pour une communauté de dames seules en Écosse, Coradine (en), laissant celui-ci à sa triste solitude,.

## L'Almanach du Globe-Trotteur
Ces notes sont présentées comme étant rédigées par différents membres de cette ligue imaginaire au fil des siècles. Imitant le style de documents déclassifiés du MI5, avec parfois des extraits de journaux de ces membres, cette compilation préfigure le futur Dossier Noir, faisant également partie de la série. Ces notes sont classées en six chapitres par aires géographiques : les îles Britanniques, l'Europe (de l'ouest et pays nordiques), l'Europe orientale, les Amériques, l'Afrique et le Moyen-Orient, l'Asie et l'Australie, les régions polaires.
Il s'agit en fait d'un inventaire de divers lieux fictifs (villes, édifices, États…) du monde entier,, pour la plupart issus de la littérature, mais parfois aussi des légendes, du cinéma ou du spectacle vivant. Comme dans les autres œuvres ayant trait à la série, ces références sont cachées, comme des easter eggs ; c'est au lecteur d'en deviner le sens, à partir des indices laissés par les auteurs.